# Klaus Waschk
Klaus Waschk (* 4. Juni 1941 in Insterburg/Tschernjachowsk, Ostpreußen) ist ein deutscher Zeichner und Buchillustrator. Er lebt mit seiner Frau, der Bildhauerin Doris Waschk-Balz, in Hamburg.

## Leben
Nach seinem Abitur in Bremen studierte Klaus Waschk 1961/62 zunächst in Marburg Kunstgeschichte, Archäologie und Germanistik. Von 1962 bis 1966 folgte ein Studium der Freien Graphik und Illustration bei Professor Gunter Böhmer an der  Staatlichen Akademie der Bildenden Künste Stuttgart und im Anschluss daran studierte Waschk von 1966 bis 1971 Germanistik an der Universität Hamburg. Nach dem Studium war er 18 Jahre als Lehrer für die Fächer Deutsch, Bildende Kunst, Pädagogik im Hamburger Schuldienst tätig.
Nachdem die Fachhochschule Hamburg ihn 1983 für einen Lehrauftrag im Fach Zeichnen gewinnen konnte, wechselte er 1989 schließlich ganz an die 2001 umbenannte Hochschule für Angewandte Wissenschaften Hamburg (HAW) in Hamburg, um eine Professur im Fachbereich Gestaltung anzunehmen. Bis zu seinem Ruhestand im Jahr 2006 engagierte er sich in diversen Funktionen (u. a. als Dekan) des Fachbereichs.
Von 2007 bis 2009 war Klaus Waschk Gründungsprofessor und Dekan der design akademie berlin, Fachbereich Kommunikationsdesign. Er lehrte als Dozent für Darstellungs- und Entwurfsmethodik.

## Künstlerisches Schaffen
Trotz seines jahrelangen Engagements als Lehrer und Professor nahm Waschk sich immer wieder Zeit für freischaffende Arbeiten in Kunst und Illustration. Seit 1967 sind seine Werke in vielen Einzelausstellungen und als Beteiligungen an nationalen und internationalen Ausstellungen zu sehen. Außerdem wurden zahlreiche Bücher durch seine Zeichnungen illustriert. Für diese Werke wurde Waschk 1994 mit dem Hans-Meid-Preis für Buchillustration geehrt.
Seine Zeichnungen zu Johannes Bobrowskis Litauischen Clavieren (1991) und die Linolschnitt-Illustrationen zu Peter Rühmkorfs frühen Gedichten Irdisches Vergnügen in g (1997) trugen ihm Auszeichnungen für das jeweils „Schönste Buch des Jahres“ der Stiftung Buchkunst ein.
In den letzten Jahren wurden Sämtliche Werke des Wandsbecker Boten (2005) von Matthias Claudius und Das Kapital (2007) von Karl Marx mit hunderten Zeichnungen von Klaus Waschk anschaulich ergänzt.

## Werke

### Illustrierte Bücher (Auswahl)
- 1985, Die Gladiatoren von Arthur Koestler
- 1986, Jan Lobel aus Warschau von Luise Rinser
- 1993, Neue Zeichnung. Neue Illustration: Folge 1, Hrsg. Jürgen Seuss
- 1995, Hamburger Melancholie, mit Zitaten aus Robert Burtons Anatomie der Melancholie
- 1998, Illustration und literarische Zeichnung, Hrsg. Jürgen Seuss
- 1990, Litauische Claviere von Johannes Bobrowski
- 1997, Irdisches Vergnügen in g von Peter Rühmkorf, mit 33 z. T. farbigen Originallinolschnitten
- 1999, Die Fragmente der Vorsokratiker. Epicharmos. Demokrit. Abschriften / mit 40 farbigen Faks.
- 2000, Sisyphos der Zehnte, fünf Annäherungen an Friedrich Dürrenmatts Erzählung Das Bild des Sisyphos, ein Almanach mit Linolschnitt
- 2002, Der heilige Staatsanwalt von Oskar Panizza, Zeichnungen
- 2004,  NachBilder zu Arno Schmidt Seelandschaft mit Pocahontas
- 2005, Sämtliche Werke des Wandsbecker Boten: 2 Bände von Matthias Claudius, mit 100 z. T. farbigen Zeichnungen
- 2007, Das Kapital: 2 Bände von Karl Marx, mit 150 farbigen Illustrationen

## Auszeichnungen
- 1969:    Preis der Heinrich-Zille-Stiftung
- 1977/81: Kunstpreis Altona
- 1979 (Internationales Jahr des Kindes): Auszeichnung im mit insgesamt 25.000 DM dotierten Wettbewerb für bildende Künstler Hamburgs Das Kind in unserer Welt der Werner Otto Stiftung
- 1989:    Kunstpreis Elysee, Hamburg
- 1991/97: Schönste Buch des Jahres der Stiftung Buchkunst
- 1994:    Hans-Meid-Preis für Buchillustration
- 1995:    Award of International Festival of Art from Baltic Countries, Toruń, Polen
- 1999:    1. Beate-Uhse-Erotik-Kunstpreis, Berlin
- 2000:    Award: 1. International Drawing Competition, Wrozlaw, Polen
- 2001:    Award: Contemporary Illusart Exhibition, Seoul, Südkorea
- 2006:    Award: V. International Biennial of Drawing Pilsen 2006, Tschechien
- 2007:    Award: Grafix, Breclav  2007, Czech-Austrian Biennale of Graphic Art, Tschechien
- 2012:    V. International Biennial of Drawing Pilsen 2012, Tschechien